# Lasioptera auricincta
Lasioptera auricincta är en tvåvingeart som beskrevs av Friedrich Hermann Loew 1850. Lasioptera auricincta ingår i släktet Lasioptera och familjen gallmyggor. Inga underarter finns listade i Catalogue of Life.